# Fercha
Fercha ist ein Ortsteil der oberbayerischen Gemeinde Starnberg.
Das Dorf Fercha liegt östlich des Hauptortes von Starnberg und südlich der Ortsteile Wangen und Schorn. Nur ca. 500 Meter östlich zieht sich die A95 nach Süden, wo in kurzer Entfernung die Autobahnauffahrt 5 liegt. Das Dorf befindet sich auf einer offenen Siedlungsfläche, die von Wäldern umgeben ist. Die Einwohnerzahl sank von 82 im Jahr 1970 auf 61 im Jahr 1987.
Im Norden des Ortes befand sich ein denkmalgeschütztes Bauernhaus mit Blockbau-Obergeschoss aus dem 18. Jahrhundert. Dort befindet sich nun ein Feld.